# Hospital
『Hospital』（ホスピタル）は、忌野清志郎とde-ga-showの共演アルバム。1997年3月3日発売。インディーズからのリリース。

## 収録曲
1. スキダベ〜Honey Dripper（作詞・作曲：忌野清志郎　作曲：Joe Liggins）
2. ピクニック（作詞：忌野清志郎　作曲：林栄一）
3. オササ（作詞・作曲：古澤良治郎）
4. 門前払いの女（ヒロアキのバカ）（作詞：忌野清志郎　作曲：松川純一郎）
5. Green Pepper（作曲：林栄一）